# Beli (Macedonia Północna)
Beli (maced. Бели) – wieś w północno-wschodniej Macedonii Północnej, w gminie Koczani.